# أحمد بصاص
أحمد مازن بصاص، لاعب كرة قدم سعودي، يلعب في الوسط لعب سابقاً في النادي الأهلي.

## الحياة الشخصية
و هو شقيق اللاعب محمد بصاص و ابن اللاعب السابق مازن بصاص و ابن عم اللاعب مصطفى بصاص و عمه اللاعب السابق مروان بصاص .

## مسيرة اللاعب
بدأ في الفئات السنية في النادي الأهلي و تم تصعيده للفريق الأول في صيف 2020 و كان إحتياطياً في مباراة الحزم التي انتهت 4-2 للأهلي .